# اچ‌تی‌ام‌اس تاچین
اچ‌تی‌ام‌اس تاچین (به انگلیسی: HTMS Tachin) یک کشتی است که طول آن ۸۵ متر (۲۷۹ فوت) می‌باشد.